# Dorilla in Tempe
Dorilla in Tempe es un melodramma eroico pastorale en tres actos con música del compositor Antonio Vivaldi y libreto en italiano de Antonio Maria Lucchini. La ópera se estrenó en el Teatro Sant'Angelo en Venecia el 9 de noviembre de 1726. Vivaldi posteriormente revisó la ópera numerosas veces para distintas representaciones a lo largo de la segunda mitad de su carrera.

## Personajes
| Personaje                                                              | Tesitura                   | Reparto del estreno, 9 de noviembre de 1726 |
| ---------------------------------------------------------------------- | -------------------------- | ------------------------------------------- |
| Dorilla, hija de Admeto, enamorada de Elmiro                           | soprano                    | Angela Capuano, "la Capuanina"              |
| Admeto, rey de Tesalia                                                 | bajo                       | Lorenzo Moretti                             |
| Nomio/Apollo, el dios Apolo disfrazado de pastor, enamorado de Dorilla | contralto castrato         | Filippo Finazzi                             |
| Elmiro, un pastor, enamorado de Dorilla                                | soprano (papel travestido) | Maria Maddalena Pieri                       |
| Eudamia, una ninfa, enamorada de Elmiro                                | mezzosoprano               | Anna Girò                                   |
| Filindo, enamorado de Eudamia                                          | contralto castrato         | Domenico Giuseppe Galletti                  |

## Grabaciones
- 1994 Dorilla: María Cristina Kiehr, Elmiro: John Elwes, Admeto: Philippe Cantor, Nomio/Apollo: Jean Nirouët. Ensemble Baroque de Nice, Gilbert Bezzina Opéra de Nice 1994,2008